# ۴۴۰۰ (مجموعه تلویزیونی)
۴۴۰۰ نام یک مجموعه تلویزیونی آمریکایی که از سال ۲۰۰۰ تا ۲۰۰۷ از شبکه یو اس‌ ای پخش می‌شد.

## داستان
یک شی نورانی به زمین نزدیک می‌شود که در آن ۴۴۰۰ نفر از کسانی که طی ۶۰ سال گذشته گم شده بودند در سیاتل آمریکا فرود می‌آیند. بازگشت آنها به جامعه همراه با مشکلات متعددی است.
فصل اول این سریال ۵ قسمتی بود ولی فصل‌های دو تا چهار هر کدام در سیزده قسمت ۴۲ دقیقه‌ ای ساخته شدند. یعنی درمجموع ۴۴ اپیزود داشت

## نگارخانه

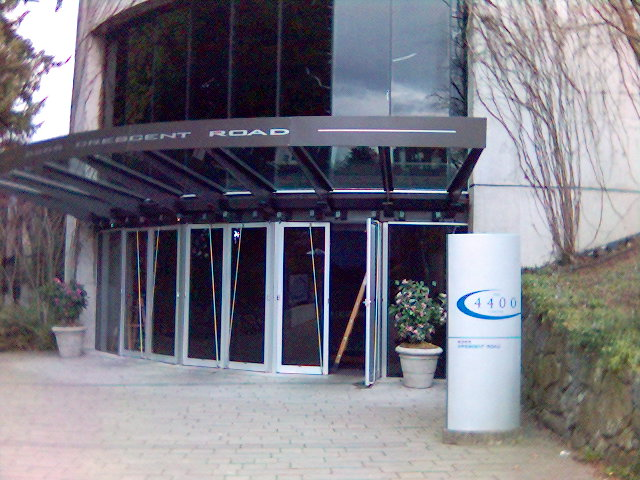
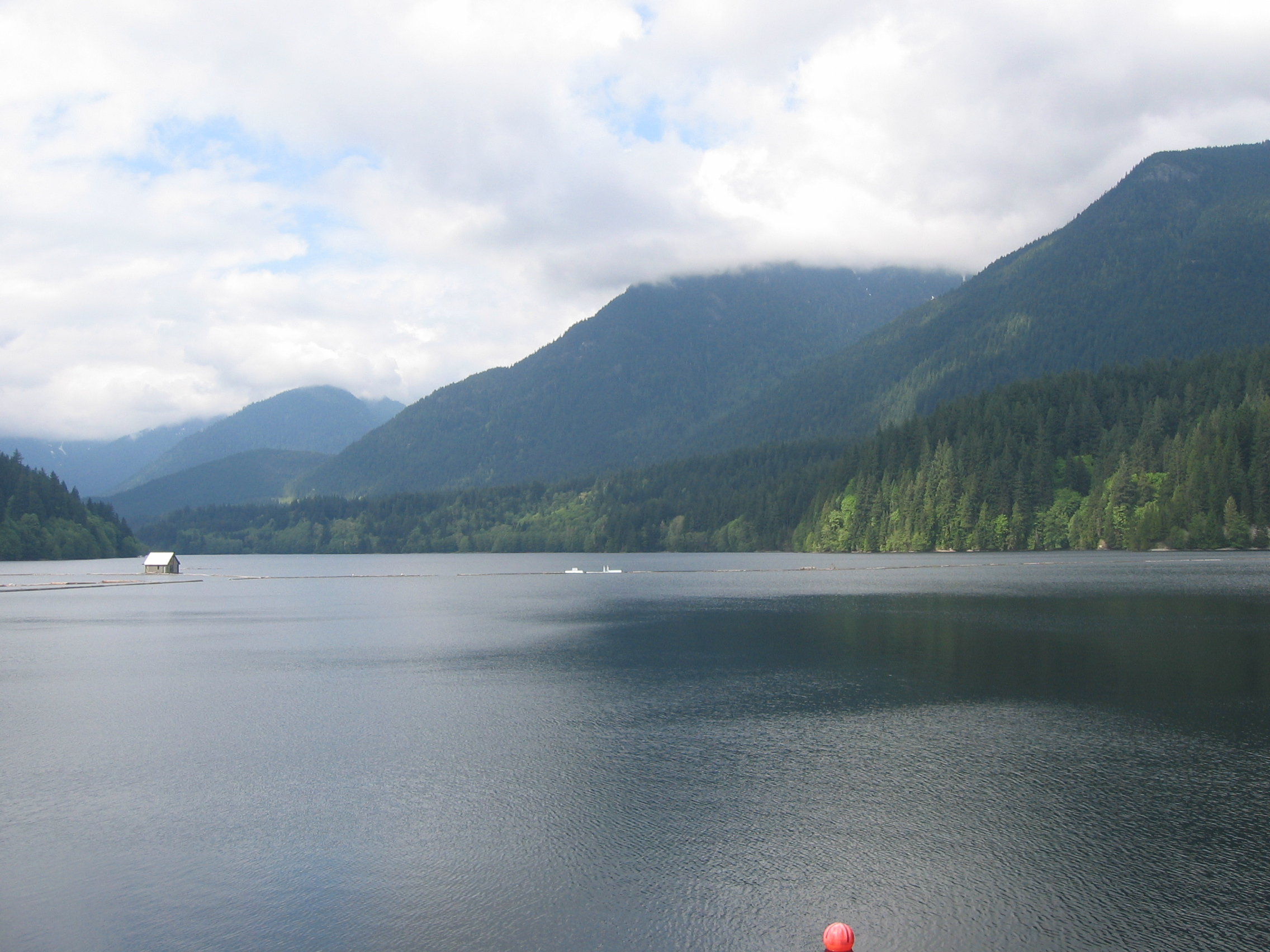
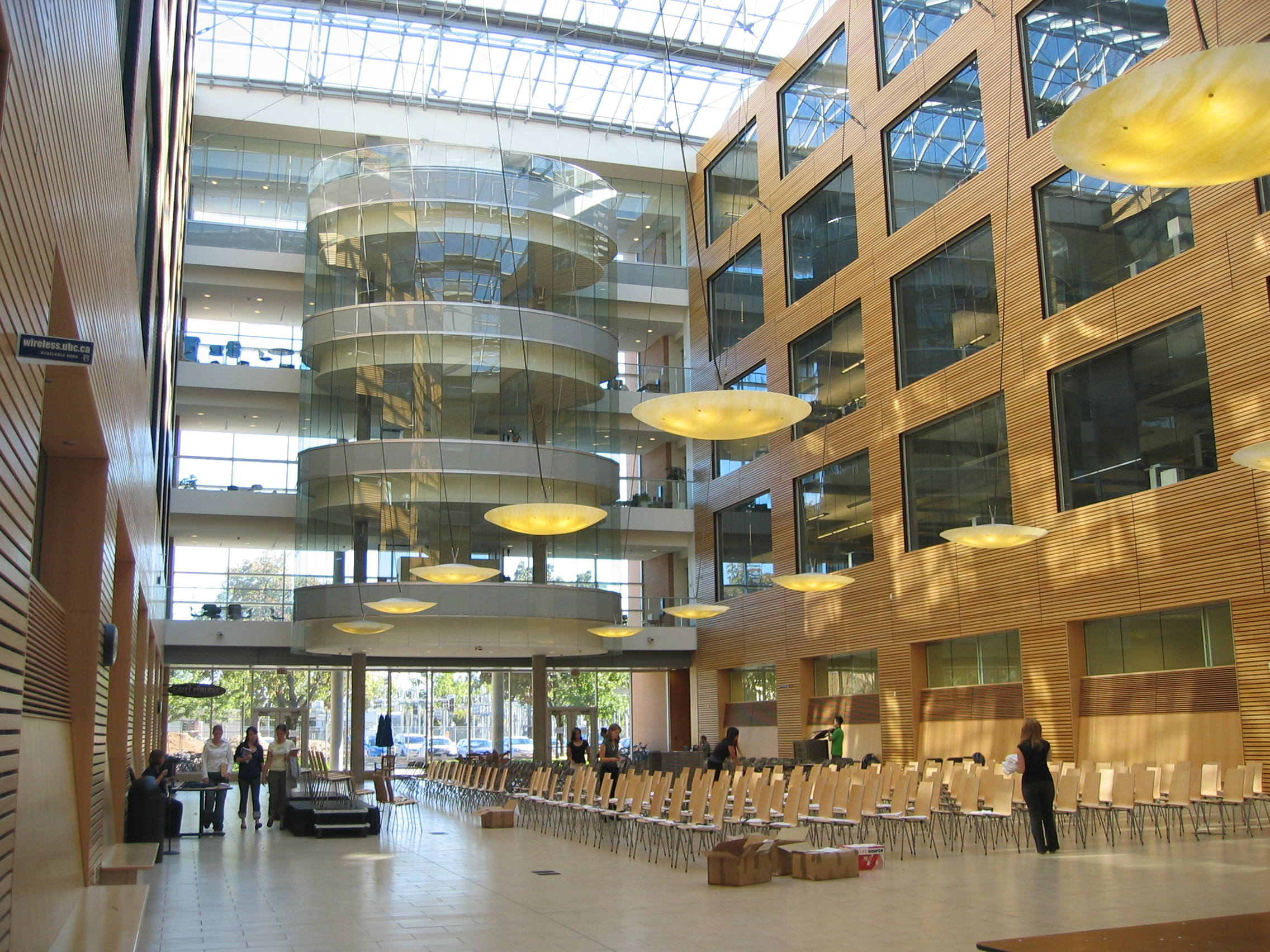

## بازیگران
بیلی کمپل
جوال گرسچ
ماهر شالاهباز علی
جکولاین مک منیز
پاتریک فلگر